# Гендерсон (Кентуккі)
Гендерсон (англ. Henderson) — місто (англ. city) в США, в окрузі Гендерсон штату Кентуккі. Населення — 27 981 особа (2020).

## Географія
Гендерсон розташований за координатами 37°50′25″ пн. ш. 87°34′47″ зх. д. / 37.84028° пн. ш. 87.57972° зх. д. (37.840226, -87.579795).  За даними Бюро перепису населення США в 2010 році місто мало площу 45,55 км², з яких 39,63 км² — суходіл та 5,92 км² — водойми.

## Демографія
Згідно з переписом 2010 року, у місті мешкало 28 757 осіб у 12 091 домогосподарстві у складі 7374 родин. Густота населення становила 631 особа/км².  Було 13171 помешкання (289/км²).
Расовий склад населення:
| - 84,5 % — білих - 11,6 % — чорних або афроамериканців - 0,5 % — азіатів - 0,2 % — корінних американців - 1,0 % — осіб інших рас |

До двох чи більше рас належало 2,2 %. Частка іспаномовних становила 2,3 % від усіх жителів.
За віковим діапазоном населення розподілялося таким чином: 23,3 % — особи молодші 18 років, 62,0 % — особи у віці 18—64 років, 14,7 % — особи у віці 65 років та старші. Медіана віку мешканця становила 38,3 року. На 100 осіб жіночої статі у місті припадало 88,9 чоловіків;  на 100 жінок у віці від 18 років та старших — 85,3 чоловіків також старших 18 років.
Середній дохід на одне домашнє господарство  становив 46 596 доларів США (медіана — 34 879), а середній дохід на одну сім'ю — 56 627 доларів (медіана — 46 414). Медіана доходів становила 36 890 доларів для чоловіків та 31 833 долари для жінок. За межею бідності перебувало 23,3 % осіб, у тому числі 35,7 % дітей у віці до 18 років та 10,9 % осіб у віці 65 років та старших.
Цивільне працевлаштоване населення становило 12 314 особи. Основні галузі зайнятості: освіта, охорона здоров'я та соціальна допомога — 25,6 %, роздрібна торгівля — 17,2 %, виробництво — 15,4 %.